# Secolul al XVIII-lea
Secolul al XVIII-lea începe pe 1 ianuarie 1701 și se termină pe 31 decembrie 1800.

## Evenimente
- 1707 - Se formează Regatul Marii Britanii
- 1711-1716 - În încercarea de a-și apărea vechile poziții, Imperiul Otoman instaurează în Moldova și Țara Românească regimul fanariot.
- 1716-1856 - Au loc lupte între Austria, Rusia de o parte și Imperiul Otoman de cealaltă.
- 1765 - Transilvania devine mare principat autonom în Imperiul Austriac, fiind condusă de un guvernator.
- Anii 1770 - Explorațiile lui James Cook
- 1776 - Revoluția Americană marcată prin declarația de independență a Statelor Unite.
- 1789 - Revoluția franceză
- Iluminism

### Sfântul Imperiu Roman
- 1700-1721-Războiul Nordului
- 1701-Începe războiul de succesiune la tronul Spaniei
- 1704-Bătălia de la Hochstadt
- 1742-Carol VII este ales împărat

### Austria
- 1713-Sancțiunea Pragmatică
- 1718-Pacea de la Passarowitz
- 1739-Tratatul de la Belgrad
- 1740-Maria Tereza urcă pe tron
- 1745-Francisc I Ștefan de Lorena este ales împărat
- 1756-1763:Războiul de 7 ani
- 1780-Iosif II devine regent unic
- 1781-Edictul de toleranță al lui Iosif I

### Prusia
- 1701-Frederic I este încoronat ca primul rege al Prusiei
- 1713-Frederic Wilhelm I urcă pe tron
- 1717-Reformele în educație
- 1740-1748:Cucerirea Sileziei
- 1772-Prusia participă la prima împărțire a Poloniei

### Franța
- 1713-Pacea de la Utrec
- 1715-Moartea lui Ludovic XIV
- 1715-1743-Cardinalul Fleury este regentul lui Ludovic XV
- 1756-1763-Războiul de 7 ani
- 1769:Nașterea lui Napoleon I
- 1774-Ludovic XVI urcă pe tron
- 1788-Adunarea Stărilor Generale
- 1789-Jurământul de la Jeu de Paume
- 1789-Începutul revoltei prin asediul Bastiliei
- 1789-Declarația drepturilor omului și cetățeanului
- 1789-Marșul Pâinii al femeilor din Paris
- 1790-Adoptarea Constituției
- 1791-Fuga familiei regale
- 1792-Declarația de război a Austriei
- 1792-Luarea cu asalt a palatului Tuileries de către Sans-Culottes
- 1792-Bătălia de la Valmy
- 1792-1793-Lupta pentru putere dintre girondini și iacobini
- 1792-1797:Războiul Primeii Coaliții
- 1793-Execuția lui Ludovic XVI
- 1793-Instituirea Tribunalului revoluționar
- 1793-Girondinii sunt înfrânți
- 1793-Asasinarea lui Marat
- 1793-1794-Lupta pentru putere dintre Danton și Robespierre
- 1794-Execuția lui Danton
- 1794-Începutul Terorii Iacobine
- 1794-Înlăturarea și execuția lui Robespierre
- 1795-Abolirea Tribunalului revoluționar
- 1795-Directoratul preia puterea
- 1795-Napoleon devine comandant al armatei interne
- 1796-Napoleon deține comanda supremă a armatei din Italia
- 1797-1799-Congresul de la Rastatt
- 1798-1802-Războiul celei de-a doua coaliții
- 1799-Napoleon devine prim-consul
- 1800-Bătălia de la Marengo
- 1800-Înființarea Băncii Franceze

### Marea Britanie
- 1701-Actul de instalare
- 1704-Ocuparea Gibraltarului și a insulei Menorca
- 1707-Se formează Regatul Marii Britanii, prin unirea Angliei și Scoției
- 1714-George I devine rege
- 1721-1742:Robert Walpole conduce guvernul
- 1763-Tratatul de la Paris
- 1775-1783:Războiul american pentru independență
- 1784:Guvernul preia controlul asupra Companiei Indiilor Orientale
- 1793-Declarația de război adresată Franței

### Olanda
- 1713-Pacea de la Utrecht
- 1792-Franța ocupă Olanda
- 1795-Proclamarea republicii Batavia
- 1797-Tratatul de la Campo Formio

### Italia
- 1737-Sfârșitul stăpânirii dinastiei Medici
- 1773-Dizolvarea Ordinului Iezuit
- 1797-Genova și Veneția sunt ocupate de francezi
- 1798-Capturarea Papei Pius VI

### Spania și Portugalia
- 1700-Războiul de succesiune la Tronul Franței
- 1704-Britanicii ocupă Gilbratarul
- 1713-Pacea de la Utrecht
- 1714-Tratatul de la Rastatt
- 1734-1735-Războiul de succesiune la tronul Poloniei
- 1748-Războiul de succesiune la tronul Austriei
- 1759-Carol III ajunge la domnie
- 1761-Alianța cu Franța
- 1767-Expulzarea iezuiților
- 1796-Alianța de la San Ildefonso
- 1755-Cutremurul de la Lisabona
- 1759-1760-Iezuiții sunt expulzați
- 1761-1763-Abolirea sclaviei

### Europa de Est
- 1701-Războiul Nordiului
- 1709-Bătălia de la Poltava
- 1733-1734-Războiul de succesiune la Tronul Poloniei
- 1795-Încheiere

- 1772-Lovitura de stat a lui Gustav III Vasa

### Rusia Tarista
- 1703-Întemeierea orașului Sankt Petesburg
- 1714-Introducerea unei linii succesoare a dinastiei
- 1721-Desființarea patriarhiei
- 1725-Încoronarea Ecaterinei I
- 1755-Înființarea universității din Moscova
- 1756-Sfârșitul războiului de 7 ani
- 1762-Încoronarea Ecaterinei cea Mare
- 1768-1774-Primul război ruso-turc

### Imperiul Otoman
- 1718-Pacea de la Passarowitz
- 1768-1774-Primul război ruso-turc
- 1787-1792-Al doilea război ruso-turc
- 1798-Napoleon ajunge în Egipt
- 1798-Bătălia de lângă Piramide

### Persia
- 1709-Rascoala afghana si declaratia de independenta
- 1719-Afghanii cuceresc Persia
- 1739-Afghanii sunt alungati din Persia
- 1736-Nadir-Shah vine la putere
- 1736-1738-Cuceririle lui Nadir-Shah din Asia Centrala
- 1739-Persia se extinde pana in Delhi
- 1747-Asasinarea lui Nadir-Shah
- 1749-Independenta Azerbajanului si Afghanistanului
- 1779-Dinastia Kajara in Iran
- 1796-Aga Mohamed-Han devine sah al Persiei

### Africa
- 1705-Dinastia Huseinizilor in Tunisia
- 1711-Dinastia Karamanli in Libia

### India
- 1707-Moare Aurangzeb
- 1739-Invazia persana
- 1746-1763-Razboiul anglo-francez in India de Sud
- 1784-Compania Indiilor Orientale trece sub guvernul britanic

### China
- 1705-Interzicerea creștinismului
- 1717-1718-Jungarii ocupă Tibetul
- 1720-Recâștigarea Tibetului
- 1729-Abolirea cabinetului intern
- 1793-1803-Răscoala societății secrete Lotusul Alb

### Japonia
- 1720-Sistarea inderdicției la importul de cărți europene

### Asia de Sud-Est
- 1752-Căderea dinastiei Toungoo
- 1753-Întemeierea noului imperiu Birmanez
- 1770-Paya Tak reconstituie Siamul
- 1782-Întemeierea dinastiei Chakri in Siam
- 1785-Ocuparea unor părți din Siam

### America de Sud și Centrală
- 1710-1717-Franța colonizează Luisiana
- 1718-Este întemeiat New Orleans
- 1759-1767-Iezuiții sunt alungați din Paraquay
- 1780-1781-Tupac Amaru conduce o răscoală antispaniolă care eșuează

### America de Nord

#### Canada
- 1759-Bătălia de la Québec
- 1763-Pacea de la Paris
- 1774-Actul de la Québec
- 1791-Legea Canada

#### Statele Unite ale Americii
- 1773-Partida de ceai de la Boston
- 4 iulie 1776-Declarația de independență
- 1777-Britanicii se predau la Saratoga
- 1777-1781-Articolele Confederației
- 1787-Ratificarea constituției
- 1789-George Washington este ales ca primul președinte american

### Oceania și Australia
- 1722-Descoperirea Insulei Paștelui
- 1770-James Cook ajunge în golful Botany
- 1768-1771-Prima navigare în jurul Noii Zeelande
- 1788-În Australia sunt aduși primii deținuți britanici

## Oameni importanți

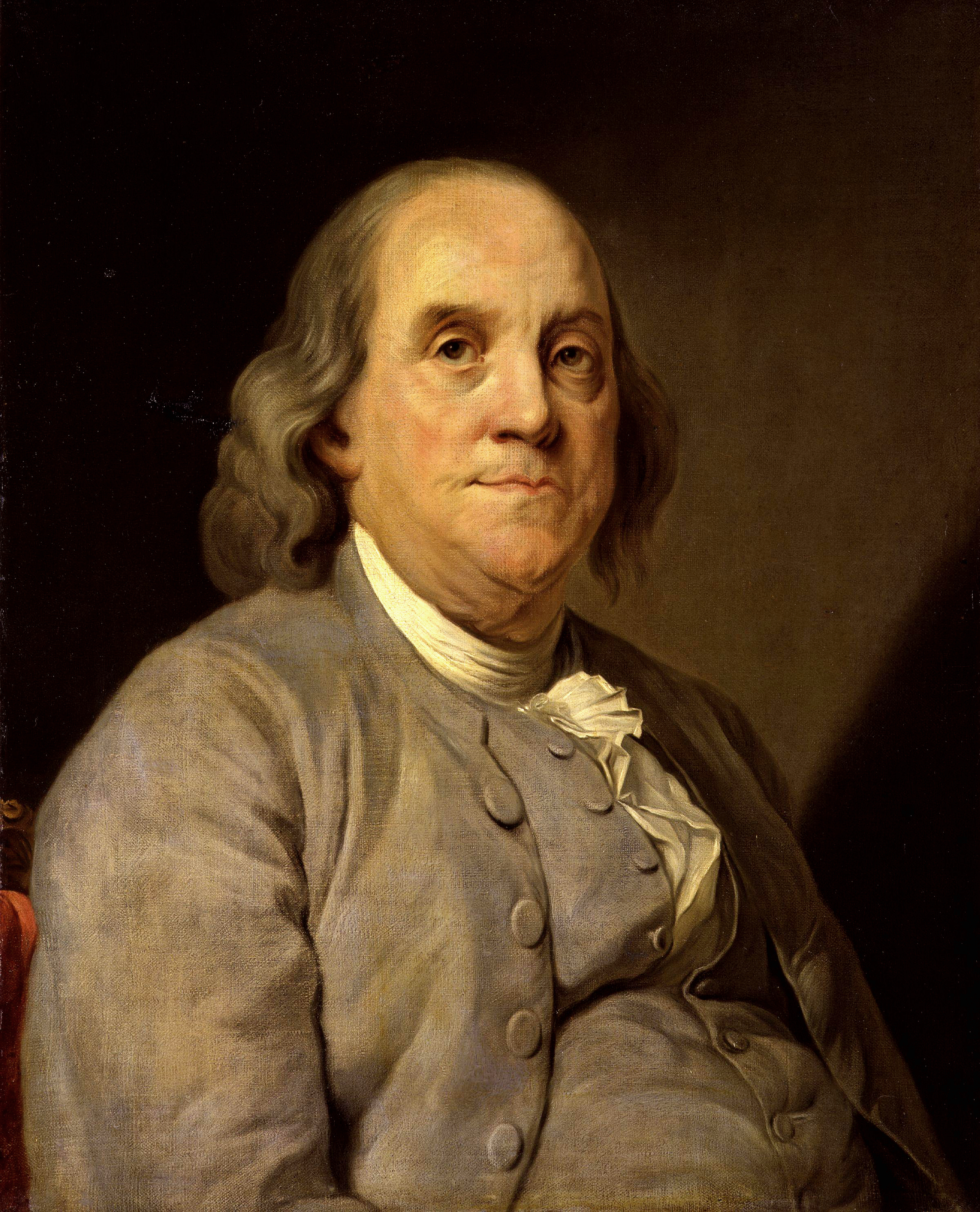
Benjamin Franklin

- Benjamin Franklin (Boston, 1706 - Philadephia, 1790), fizician, scriitor și om politic american
- Immanuel Kant (Königsberg, 1724 - 1804), filozof german
- Wolfgang Amadeus Mozart (Salzburg, 1756 - Viena, 1791), compozitor austriac
- Johann Sebastian Bach (1685 - 1750), compozitor german
- Voltaire, (1694 - 1778), scriitor francez
- Jean-Jacques Rousseau (Geneva, 1712 - Ermenonville, 1778), scriitor și filozof genevian
- James Cook (1728 - 1779), explorator și navigator englez
- Denis Diderot (1713 - 1784), scriitor și filosof francez
- Leonhard Euler (1707 - 1783), matematician elvețian
- Thomas Gainsborough, (1727 - 1788), pictor englez
- Johann Wolfgang von Goethe, (1749 - 1832), scriitor german
- David Hume, (1711 - 1776), filosof englez
- Maximilien Robespierre, (1758 - 1794), lider al Revoluției franceze
- Friedrich Schiller, (1759 - 1805), scriitor german
- Frederic cel Mare  regele Prusiei
- George Washington, (1732 - 1799), primul președinte american
- John Adams
- Samuel Adams
- Ahmad Shah Abdali, regele afgan
- Ahmed III , sultanul Imperiului Otoman
- Hyder Ali , Domnitor al Mysore
- Ethan Allen, American Revolționar
- Anne , Regina Marii Britanii
- Marie Antoinette d'Autriche, regina austriacă
- Ferdinand VI, regele Spaniei
- Augustus III, Elector de Saxonia, rege al Poloniei, și Marele Duce al Lituaniei
- Aurangzeb, împăratul Mughal
- Boromakot, regele din Ayutthaya
- Boromaracha V, regele din Ayutthaya
- Aaron Burr n
- William Cavendish, politician anglo-irlandez
- John Carteret ,politician anglo-irlandez
- Ecaterina cea Mare, împărăteasa Rusiei
- [[Carlos III, rege al Spaniei, Napoli, și Sicilia
- Karl VI, împăratul Sfântului Imperiu Roman, rege al Boemiei și Ungariei
- Carol XII, regele Suediei, goților și Wends;
- Charlotte Corday, revoluționar francez
- Georges Danton, lider revoluționar francez
- Elisabeta a Rusiei, împărăteasa Rusiei
- Farrukhsiyar, împăratul Mughal
- Fernando I, regele de Napoli, Sicilia, și celor Două Sicilii
- Benjamin Franklin, liderul american, om de știință și de stat
- Juan Francisco, spaniol ofițer naval și explorator
- Adolf Frederick, regele Suediei, goților și Wends
- George I, Rege al Marii Britanii și Irlandei
- George II, rege al Marii Britanii și Irlandei
- Robert Gray, revoluționar american, comerciant, și explorator
- Gustav III, rege al Suediei, goților și Wends
- Gyeongjong, rege al dinastiei Joseon
- Nathan Hale, american patriot, executat pentru spionaj de către britanici
- Abdul Hamid I, sultanul Imperiului Otoman
- Alexander Hamilton,
- Patrick Henry
- Higashiyama, împăratul Japoniei
- John Jay,
- Thomas Jefferson,
- Jeongjo, rege al dinastiei Joseon
- John Paul Jones, comandant naval american
- José I, rege al Portugaliei
- José II, împăratul austriac
- Kangxi Împăratul , împărat chinez
- Karim Khan, Shah din Iran
- Marchizul de Lafayette,  ofițer
- Louis XIV, regele Frantei
- Louis XV, regele Franței
- Louis XVI, regele Franței
- Louis XVII, regele nedecis din Franța
- James Madison
- Madhavrao I, Peshwa / Prim-ministru al Imperiului Maratha
- Madhavrao am Scindia, lider din Marathan
- Mahmud I, sultanul Imperiului Otoman
- Alessandro Malaspina, explorator spaniol
- George Mason
- Aleksandr Menșikov, generalissimul
- Michikinikwa,  șef războinic din Miami
- José Moñino y Redondo
- Louis-Joseph de Montcalm, ofițer francez
- Mustafa III, sultanul Imperiului Otoman
- Nadir Shah, regele Persiei
- Nakamikado, împăratul Japoniei
- Horatio Nelson, amiral britanic
- Nanasaheb, Peshwa / Prim-ministru al Imperiului Maratha
- Shivappa Nayaka, rege în Keladi Nayaka
- Osman III, sultanul Imperiului de Ottaman
- Petru I ( Petru cel Mare ), împăratul din Rusia
- Filip V, regele Spaniei
- Pontiac,  șef războinic
- Grigori Potyomkin ,  general
- Nguyen Hue , fiul împăratului dinastiei Tay din Vietnam
- Qianlong , împăratul Chinei
- Rajaram a II-a Satara , Monarch a Confederatiei Maratha
- Ferenc Rákóczi al II-lea , Printul din Ungaria și Transilvania, lider revoluționar
- Tadeusz Rejtan , politician polonez
- Paul Revere , lider revoluționar american și argintar
- Maximilien Robespierre , lider revoluționar francez
- Betsy Ross , producatorul american de pavilion
- Shah Rukh, regele Persiei.
- John Russell, anglo-irlandez politician
- Lionel Sackville , anglo-irlandez politician
- Sebastião de Melo , prim-ministru al Portugaliei
- Chattrapati Shahu , împăratul Imperiului Maratha
- Selim III , sultanul Imperiului Otoman
- Charles Edward Stuart , englez Iacobin exilat
- Sukjong , rege al dinastiei Joseon
- Alexandru Suvorov , liderul militar rus
- Maria Tereza , imparateasa Austriei
- Tokugawa Ieharu , Shogun
- Tokugawa Ienobu ,  Shogun
- Tokugawa Ieshige ,  Shogun
- Tokugawa Ietsugu ,  Shogun
- Tokugawa Tsunayoshi ,  Shogun
- Tokugawa Yoshimune ,  Shogun
- Toussaint L'Ouverture , lider revoluționar din Haiti
- Tupac Amaru II , revolutionar peruvian
- George Vancouver , căpitan și explorator
- Robert Walpole , prim-ministru al Marii Britanii
- George Washington , generalul american și primul președinte al Statelor Unite
- James Wolfe , ofiter britanic
- Yeongjo , rege al dinastiei Joseon
- Pierre Beaumarchais , dramaturg francez
- Barton Booth , actor engleză
- Colley Cibber ,  actor, poet, dramaturg
- Thomas Doggett , actorul irlandez
- Denis Fonvizin , dramaturg rus
- David Garrick , actor englez
- John Gay , dramaturg și poet englez
- Charles Johnson , dramaturg englez
- Antioh Kantemir , dramaturg rus
- Charles Macklin , actorul irlandez
- Monzaemon Chikamatsu , dramaturg japonez, dramaturg
- John O'Keeffee , dramaturg irlandez
- Anne Oldfield , actriță engleză
- Hannah Pritchard , actriță engleză
- Hester Santlow ,  actrita, balerina, dansatoare
- Shangren Kong , dramaturg chinez, poet
- Richard Brinsley Sheridan , dramaturg irlandez
- Micul John  ,  cricket englez
- Edward "Lumpy" Stevens ,cricket englez
- Alexander Sumarokov , dramaturg rus
- Vasili Trediakovsky , dramaturg rus, poet
- Fiodor Volkov , actor rus
- Robert Wilks , actor englez
- Wang Yun , dramaturg chinez, poet
- Tomaso Albinoni , compozitor italian
- Johann Sebastian Bach , compozitor german
- Dmitri Bortniansky , compozitor rus
- Charles Burney , muzician englez și istoric  muzical
- François Couperin , compozitor francez
- William Cowper , englez hymnist și poet
- Dede Efendi , otoman compozitor
- Christoph Willibald Gluck , compozitor german
- Francesco Geminiani , violonist italian, compozitor, teoretician de muzică.
- George Frideric Handel , compozitor german-englez
- Joseph Haydn , compozitor austriac
- Hampartsoum Limondjian ,  otoman compozitor
- Kali Mirza , compozitor bengali
- Wolfgang Amadeus Mozart , compozitor austriac
- Johann Pachelbel , compozitor german, profesor
- André François-Danican Philidor , compozitorul francez si maestru de șah
- Jean-Philippe Rameau , compozitor francez
- Bharatchandra Ray , bengali compozitor, muzician, poet
- Antonio Salieri , compozitor venețian
- Domenico Scarlatti , compozitor italian.
- Antonio Stradivari - vioară italiană
- Georg Philipp Telemann , compozitor german
- Antonio Vivaldi , compozitor italian
- Isaac Watts , englez hymnist
- John Baskerville ,  tipograf
- Bernardo Bellotto , pictor italian
- Michel Benoist , pictor francez, arhitect, misionar în China
- William Blake , engleză artist și poet
- Edmé Bouchardon , sculptor francez
- François Boucher , pictor francez
- Canaletto , pictor italian
- Giuseppe Castiglione , pictor italian, arhitect, misionar în China
- Jean-Baptiste-Simeon Chardin , pictor francez
- Vasili Bazhenov , arhitect rus
- Karl Blank , arhitect rus
- Vladimir Borovikovsky , pictor rus
- Leonardo Coccorante , pictor italian
- John Singleton Copley , pictor american
- Jacques-Louis David , pictor francez
- Yury Felten , arhitect rus
- Johann Bernhard Fischer von Erlach , arhitect austriac
- Étienne Maurice pui de șoim , sculptor francez
- Jean-Honoré Fragonard , pictor francez
- Thomas Gainsborough , pictor engleză
- Francisco de Goya , pictor spaniol
- Jean-Baptiste Greuze , pictor francez
- Giuseppe Grisoni , pictor italian
- Francesco Guardi , pictor italian
- Jacob Philipp Hackert , pictor german
- Suzuki Harunobu ,  woodblock japoneză
- Johann Lukas von Hildebrandt , austro-italian arhitect
- William Hogarth , pictor și gravor englez
- Matvey Kazakov , arhitect rus
- Georg Wenzeslaus von Knobelsdorff , pictor si arhitect german
- Alexander Kokorinov , arhitect rus
- Mikhail Ivanovich Kozlovski , sculptor rus
- Jean-Baptiste Lemoyne , sculptor francez, student al tatălui său
- Jean-Louis Lemoyne , sculptor francez
- Dmitri Levitzky , pictor rus
- Jean-Étienne Liotard , pictor elvețian
- Robert Le Lorrain , sculptor francez
- Ivan Martos , sculptor rus
- Yuan Mei , chineză pictor, poet, eseist
- Antoine Ignace Melling , franco-german pictor, arhitect
- Louis Montoyer , arhitect belgian
- Giovanni Paolo Panini , pictor italian
- Giovanni Battista Piranesi , pictor italian
- Matthäus Daniel Pöppelmann , arhitectul german (Saxonia)
- Gai Qi , chinez pictor, poet
- Bartolomeo Rastrelli , arhitectul italian de origine rusă
- Joshua Reynolds , pictor englez
- Giacomo Quarenghi , italian de origine arhitect rus
- Gilbert Stuart , pictor american
- Nishikawa Sukenobu , grafician japonez, profesor
- Giovanni Battista Tiepolo , pictor venețian
- Jiang Tingxi , artist chinez și cărturar
- Domenico Trezzini ,arhitect italian de origine  rusa
- Kitagawa Utamaro , grafician și pictor japonez
- Luigi Vanvitelli , arhitect italian
- Antoine Watteau , pictor francez
- Mihail Zemtsov , arhitect rus
- Jane Austen , scriitor englez
- Anna Laetitia Barbauld ,  Poet, eseist, autor și copii
- Pierre Beaumarchais , scriitor francez
- Nicolas Boileau-Despréaux , poetul francez și critic literar
- James Boswell , biograf scoțian
- Frances Burney , romancier englez
- Robert Burns , poet scoțian
- Giacomo Casanova , venețian aventurier, scriitor și afemeiat
- Pierre Choderlos de Laclos , scriitor francez
- Daniel Defoe , prozator și jurnalist engleză
- Gavrila Derzhavin , poet rus
- Liang Desheng , poet și scriitor chinez
- Maria Edgeworth , anglo-irlandez romancier
- Henry Fielding , romancier englez
- Johann Wolfgang von Goethe , scriitor german
- Carlo Goldoni , dramaturg italian
- Oliver Goldsmith , anglo-irlandez scriitor, poet, scriitor pentru copii, și dramaturg
- Carlo Gozzi , dramaturg italian
- Thomas Gray , Poet englez, savant, pedagog
- Eliza Haywood , scriitor englez
- Wu Jingzi , scriitor chinez
- Samuel Johnson , scriitor britanic, lexicograf, poet și critic literar
- Kazinczy Ferenc , scriitor maghiar
- Ivan Krilov , rusă fabulist
- Charlotte Lennox , romancier și poet engleză
- Matthew Lewis , romancier și dramaturg engleză
- Sadhak Kamalakanta , poet indian
- Henry Mackenzie , romancier scoțian
- Jean-Paul Marat , jurnalist francez
- Gaspar Melchor de Jovellanos , scriitor spaniol
- Yuan Mei , poet chinez, savant și artist
- Honoré Mirabeau , scriitor francez și politician
- John Newbery , editor copii engleze literatura de specialitate
- Alexander Pope , poetul englez
- Ann Radcliffe , romancier englez
- Alexander Radishchev , scriitor rus
- Samuel Richardson , romancier englez
- Li Ruzhen , romancier chinez
- Marchizul de Sade , scriitor și filozof francez
- Ramprasad Sen , bengali poet și cântăreț
- Friedrich Schiller , scriitor german
- Walter Scott , romancier și poet scoțian
- Christopher inteligent , englez poet și actor
- Robert Southey , poetul englez și biograful
- Hester Thrale , engleză memorialist
- Charlotte Smith Turner , scriitor englez
- Pu Songling , scriitor chinez poveste scurtă
- Laurence Sterne , anglo-irlandez scriitor
- Jonathan Swift , anglo-irlandez satiric și Biserica din Irlanda Dean
- Ueda Akinari , scriitor japonez
- Voltaire , scriitor și filozof francez
- Horace Walpole , scriitor și politician englez
- Mary Wollstonecraft , scriitor britanic și feministă
- Cao Xueqin , scriitor chinez
- Arai Hakuseki , japonez savant, scriitor și politician
- Cesare Beccaria , filosof și om politic italian
- Jeremy Bentham , filosof englez și reformator
- George Berkeley , filosof irlandez empirist
- Edmund Burke , filozof
- Frederick Cornwallis , Arhiepiscopul de Canterbury
- Erasmus Darwin , filosoful englez, poet și om de știință
- Denis Diderot , scriitor și filozof francez
- William Godwin , filosof englez și romancier
- Aaron Halle-Wolfssohn , scriitor german, teolog evreu, traducător, profesor
- Johann Gottfried Herder , filozof german, scriitor, critic
- Thomas Hering , Arhiepiscopul de Canterbury
- David Hume , filozof scoțian
- Matei Hutton , Arhiepiscopul de Canterbury
- Immanuel Kant , filosof german
- Kamo nu Mabuchi , filosoful japonez
- William Legea , teolog englez
- Gotthold Ephraim Lessing , scriitor și filozof german
- Alfonso Liguori , episcop italian, fondator al Redemptorists, Saint
- Joseph de Maistre , filosof italian și diplomat
- Moses Mendelssohn , filozof german
- Charles de Secondat (Montesquieu) , gânditor francez
- John Moore , Arhiepiscopul de Canterbury
- Motoori Norinaga , filosof japonez și cărturar
- Thomas Paine , filosof englez
- Elihu Palmer , american deist
- Thomas Percy , episcop engleză și editor
- Joseph Perl , scriitor german, teolog evreu, și educator
- John Potter , Arhiepiscopul de Canterbury
- Jean-Jacques Rousseau , scriitor și filozof francez
- Thomas Secker , Arhiepiscopul de Canterbury
- Serafim de Sarov , călugăr rus
- Sugita Genpaku , om de știință japonez și traducător
- Emanuel Swedenborg , om de stiinta suedez, gânditor și mistic
- Thomas Tenison , Arhiepiscopul de Canterbury
- Christian Thomasius , filozof și jurist german
- Baal Shem Tov , ucrainean rabin
- Giambattista Vico , filozof italian
- Muhammad Ibn Abd al-Wahhab, teolog islamic arab și fondator al wahhabismului
- William Wake , Arhiepiscopul de Canterbury
- John Wesley , teolog englez, fondator al metodismului
- Nikolaus Ludwig von Zinzendorf , scriitor german religioase și episcop
- Roger Joseph Boscovich , fizician, astronom, matematician, filosof, diplomat, poet, și iezuit
- Maria Gaetana Agnesi , matematicianul italian
- Jean le Rond d'Alembert , matematician francez, fizician și enciclopedist
- Joseph Băncile , botanistul englez
- Laura Bassi , om de stiinta italian, primul profesor al Colegiului European pentru femei
- Daniel Bernoulli , matematician și fizician elvețian
- Anders Celsius , astronom suedez
- Anders Chydenius , filosof si economist finlandeză
- Alexis Clairaut , matematician francez
- James Cook , englez navigator, explorator și cartograf
- Eugenio Espejo , Ecuador om de știință
- Leonhard Euler , matematician elvețian
- Daniel Gabriel Fahrenheit , fizician german și inginer
- George Fordyce , medic scoțian și chimist
- Carl Friedrich Gauss , matematician german, fizician și astronom
- Edward Gibbon , istoricul englez
- Edward Jenner , inventatorul limba engleză de vaccinare
- William Jones , engleză filolog
- Nikolai Karamzin , istoric rus
- Ivan Kulibin , rus enventor
- Joseph Louis Lagrange , italiano-francez matematician și fizician
- Pierre Simon Laplace , fizician și matematician francez
- Antoine Lavoisier , chimist francez, considerat de tatăl chimiei moderne
- John Law , economistul scoțian
- Pan lei , savant chinez și matematician
- Adrien-Marie Legendre , matematician francez
- Carolus Linnaeus ( Carl von Linné ), biolog suedez
- Mihail Lomonosov , om de știință rus
- Edmond Malone , savant irlandez literar
- Thomas Malthus , economist englez
- Joseph Priestley , ministrul disident și chimist
- John Smeaton , inginer și fizician
- Adam Smith , economist scoțian și filozof
- Vasili Tatishchev , istoric rus și etnograf
- Antonio de Ulloa , spaniol-om de știință și exploratorul
- James Watt , om de știință scoțian și inventator
- John Whitehurst , geolog englez
- Dai Zhen , matematician chinez, geograf, fonolog și filozof
- Carl Wilhelm Scheele , chimistul suedez
- Henry Cavendish , chimist
- Joseph Black , chimist scoțian
- Edward Teach (Blackbeard)-Barbă Neagră,  pirat englez
- Anne Bonny , irlandeza  pirat
- Olivier Levasseur , pirat francez
- Samuel Mason ,   pirat fluvial/ tâlhar
- Yemelyan Pugachev ,cazac rus
- John Rackham (Calico Jack)
- Mary Read , englezoaica  pirat
- Bartolomeu Roberts ,  pirat irlandez
- Printesa Tarakanoff , aventurier rusoaică

## Invenții, descoperiri

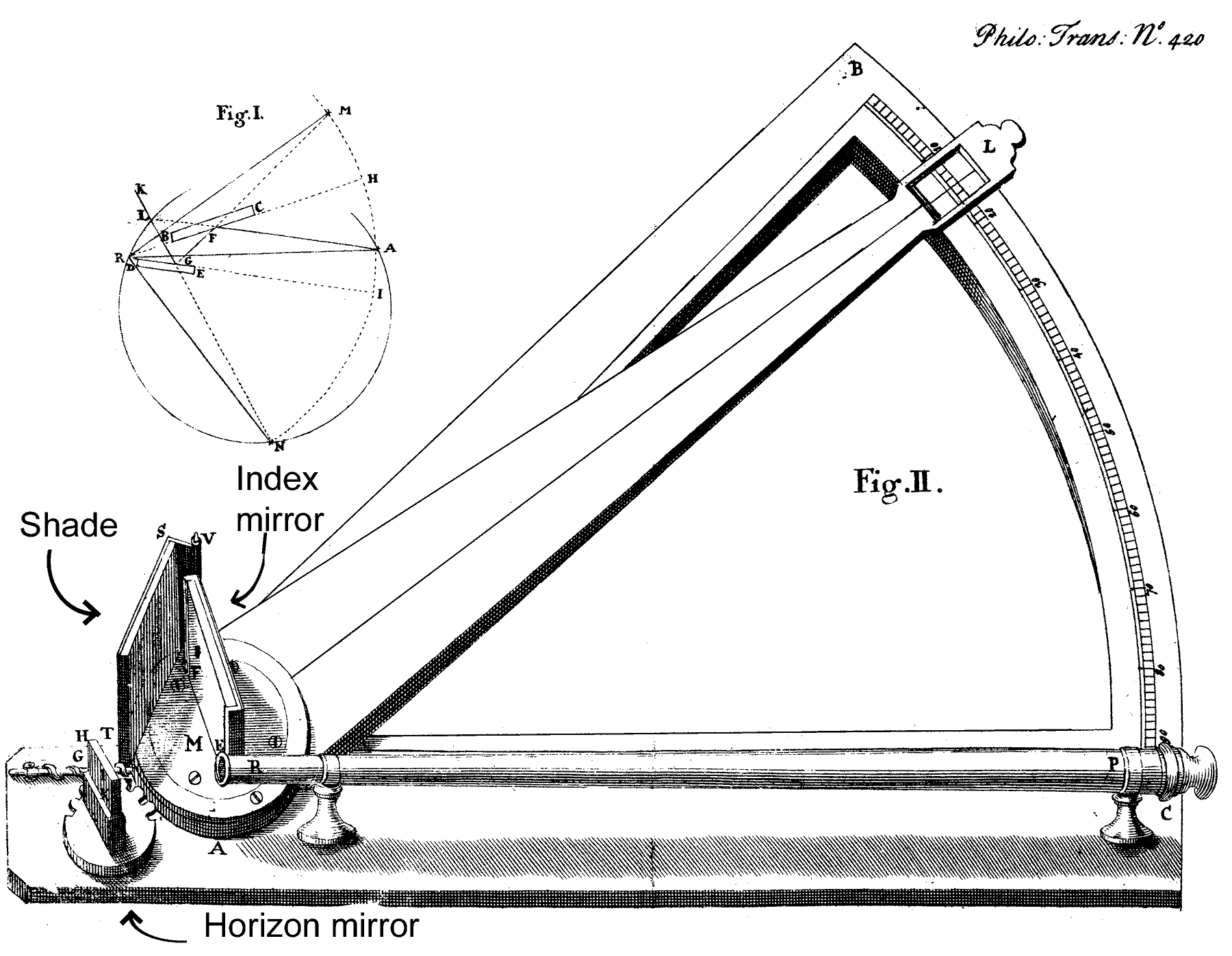
Schița octantului lui Hadley

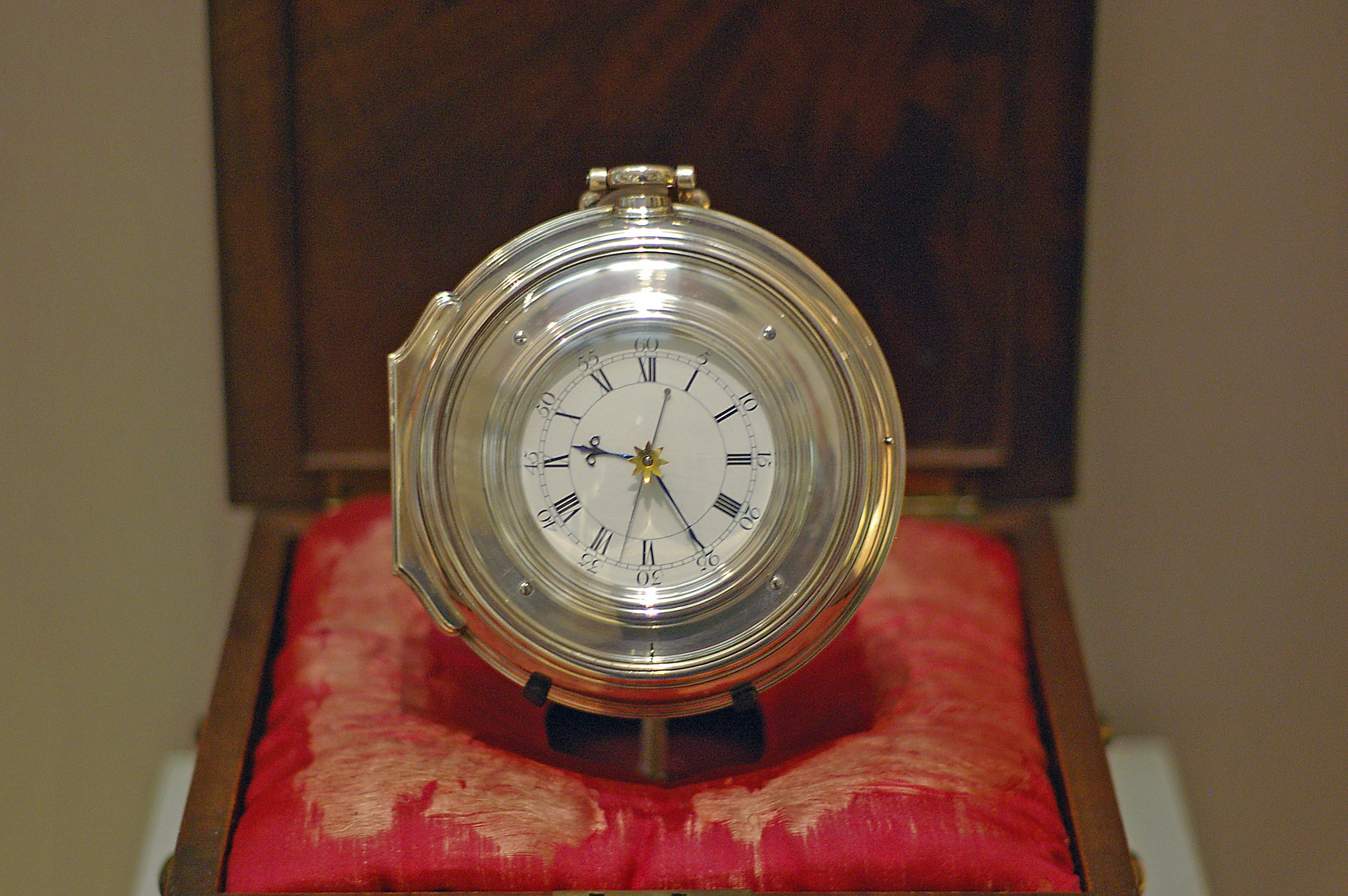
Cronometrul inventat de Harrison, utilizat în navigația maritimă

Una din primele mașini de tors, expusă la un muzeu din Wuppertal

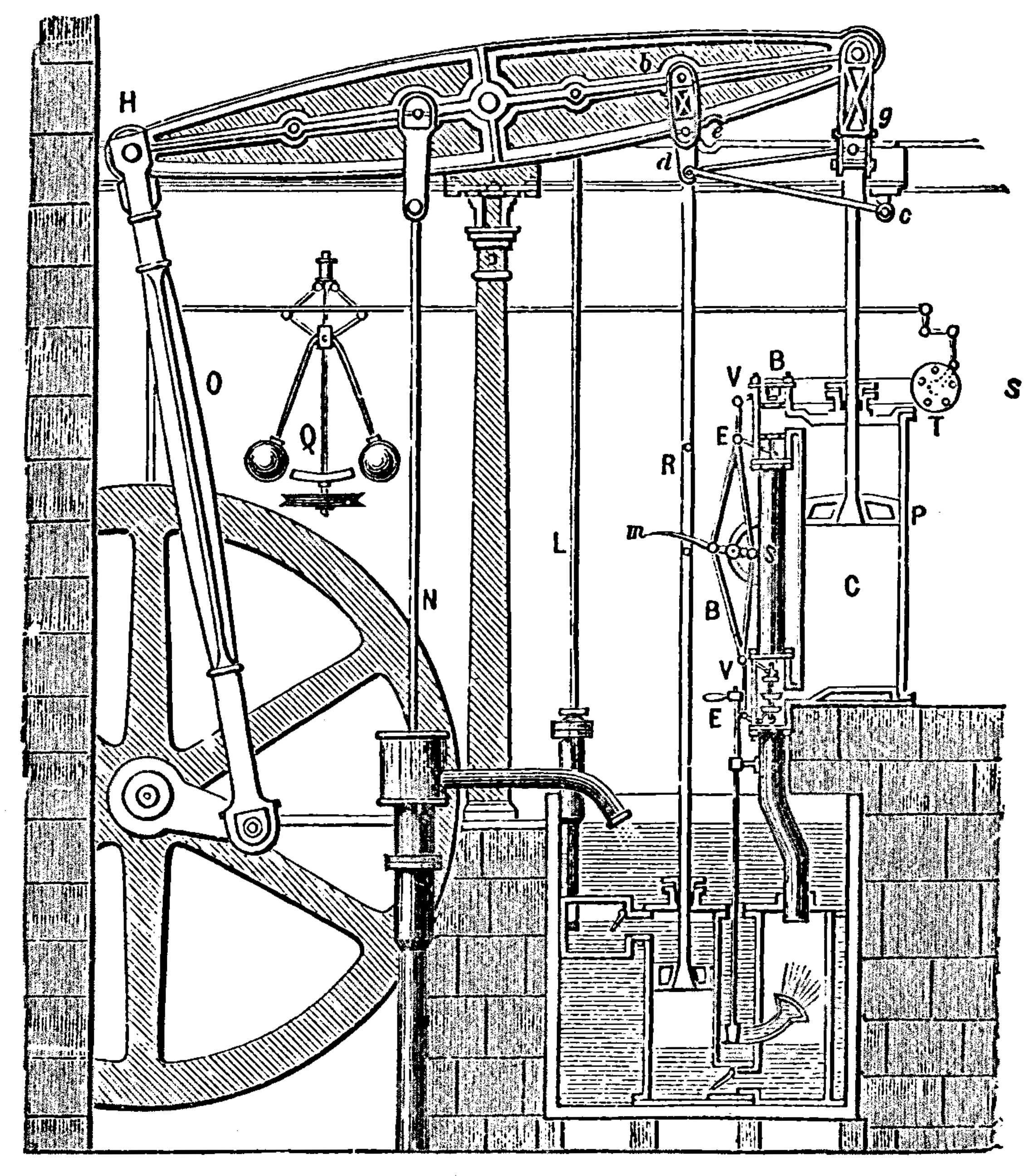
Mașina cu aburi proiectată de Boulton & Watt; desen din 1784

| Perioada | Invenția                             | Autor                          | Țara     |
| -------- | ------------------------------------ | ------------------------------ | -------- |
| 1701     | Mașina de însămânțat                 | Jethro Tull                    | Anglia   |
| 1709     | topirea fierului utilizând cocsul    | Abraham Darby                  | Anglia   |
| 1711     | diapazonul                           | John Shore                     | Anglia   |
| 1714     | termometrul cu mercur                | Daniel Gabriel Fahrenheit      | Germania |
| 1731     | octantul                             | John Hadley Thomas Godfrey     | Anglia   |
| 1733     | suveica                              | John Kay                       | Anglia   |
| 1737     | cronometrul marin                    | John Harrison                  | Anglia   |
| 1742     | soba lui Franklin                    | Benjamin Franklin              | SUA      |
| 1750     | barca cu fundul plat                 | Jacob Yoder                    | SUA      |
| 1752     | paratrăsnetul                        | Benjamin Franklin              | SUA      |
| 1759     | șamponul                             | Sake Dean Mahomet              | India    |
| 1764     | roata de tors                        | James Hargreaves Thomas Highs  | Anglia   |
| 1767     | apa carbogazoasă                     | Joseph Priestley               | Anglia   |
| 1769     | războiul de țesut acționat hidraulic | Richard Arkwright Thomas Highs | Anglia   |
| 1769     | vehiculul cu aburi                   | Nicolas-Joseph Cugnot          | Franța   |
| 1775     | submarinul                           | Davin Bushnell                 | SUA      |
| 1776     | vaporul cu aburi                     | Claude de Jouffroy             | Franța   |
| 1776     | motorul cu aburi                     | James Watt                     | Scoția   |
| 1777     | mașina de dărăcit                    | Oliver Evans                   | SUA      |
| 1777     | fierăstrăul circular                 | Samuel Miller                  | Anglia   |
| 1779     | mașina de filat                      | Samuel Crompton                | Anglia   |
| 1780     | racheta de artilerie                 | Hyder Ali Tipu Sultan          | India    |
| 1783     | balonul cu aer cald                  | Frații Montgolfier             | Franța   |
| 1784     | lentila bifocala                     | Benjamin Franklin              | SUA      |
| 1784     | lampa cu petrol                      | Aimé Argand                    | Franța   |
| 1784     | șrapnelul                            | Henry Shrapnel                 | Anglia   |
| 1785     | războiul de țesut mecanizat          | Edmund Cartwright              | Anglia   |
| 1785     | moara de făină automatizată          | Oliver Evans                   | SUA      |
| 1786     | batoza de treierat                   | Andrew Meikle                  | Anglia   |
| 1791     | dinții artificiali                   | Nicholas Dubois De Chemant     | Franța   |
| 1798     | vaccinarea                           | Edward Jenner                  | Anglia   |
| 1798     | litografia                           | Alois Senefelder               | Austria  |

## Decenii și ani
| Anii 1690 | 1690 | 1691 | 1692 | 1693 | 1694 | 1695 | 1696 | 1697 | 1698 | 1699 |
| Anii 1700 | 1700 | 1701 | 1702 | 1703 | 1704 | 1705 | 1706 | 1707 | 1708 | 1709 |
| Anii 1710 | 1710 | 1711 | 1712 | 1713 | 1714 | 1715 | 1716 | 1717 | 1718 | 1719 |
| Anii 1720 | 1720 | 1721 | 1722 | 1723 | 1724 | 1725 | 1726 | 1727 | 1728 | 1729 |
| Anii 1730 | 1730 | 1731 | 1732 | 1733 | 1734 | 1735 | 1736 | 1737 | 1738 | 1739 |
| Anii 1740 | 1740 | 1741 | 1742 | 1743 | 1744 | 1745 | 1746 | 1747 | 1748 | 1749 |
| Anii 1750 | 1750 | 1751 | 1752 | 1753 | 1754 | 1755 | 1756 | 1757 | 1758 | 1759 |
| Anii 1760 | 1760 | 1761 | 1762 | 1763 | 1764 | 1765 | 1766 | 1767 | 1768 | 1769 |
| Anii 1770 | 1770 | 1771 | 1772 | 1773 | 1774 | 1775 | 1776 | 1777 | 1778 | 1779 |
| Anii 1780 | 1780 | 1781 | 1782 | 1783 | 1784 | 1785 | 1786 | 1787 | 1788 | 1789 |
| Anii 1790 | 1790 | 1791 | 1792 | 1793 | 1794 | 1795 | 1796 | 1797 | 1798 | 1799 |
| Anii 1800 | 1800 | 1801 | 1802 | 1803 | 1804 | 1805 | 1806 | 1807 | 1808 | 1809 |